# Димитър Димитров (БЗНС)
Вижте пояснителната страница за други личности с името Димитър Димитров.
Димитър Харалампиев Димитров е български юрист – учен и университетски преподавател, политик от БЗНС (казионен), заслужил деятел на науката.

## Произход и образование
Роден е на 22 август 1912 г. във Варна. През 1931 г. записва специалността право в Софийския университет, но година по-късно прекъсва, за да учи в Прага (там е секретар на Академическата дружба на българските студенти) и Женева, където се дипломира. От 1942 г. е хоноруван лектор във Висшето търговско училище в гр. Варна. По-късни специализира държавни и административни науки в гр. Падуа, Италия. Там написва и своя хабилитационен труд за участие в конкурс за редовен доцент по държавно и административно право. След преструктурирането на Свободния университет във Факултет за стопански и социални науки към Софийския университет през 1947 г., Димитър Димитров постъпва там като редовен доцент. След възстановяването на самостоятелността на Университета под името „Висш икономически институт“ през 1951 г. е избран за редовен професор. От тази година той е и първият ръководител на катедра „Правни науки“. Бил е и заместник-ректор по учебната работа на Икономическия институт.

## В политиката
Димитър Димитров е член на БЗНС от 1935 г. По време на Втората световна война основава нелегална ОФ група като мобилизиран запасен войник в трети свързочен полк в Шумен. След 1944 до 1948 г. е заместник главен редактор на в. „Народно дело“. От 1948 до 1951 г. е заместник главен редактор на в. „Земеделско знаме“, а от 1973 до 1989 г. е главен редактор на вестника. На XXXII конгрес е избран за член на УС на БЗНС, а от 1974 г. е член на Постоянното присъствие на БЗНС. Член е на Президиума на НС на ОФ. Бил четири мандата народен представител в Народното събрание. Години наред е председател на Българската асоциация по политология.

## Награди
- Герой на социалистическия труд“ (1982)
- – Орден Георги Димитров (1982)
- – Орден "13 века България – (1984)
- – Орден Народна република България I ст.